# Adineta glauca
Adineta glauca is een raderdiertjessoort uit de familie Adinetidae. De wetenschappelijke naam van deze soort is voor het eerst geldig gepubliceerd in 1942 door Wulfert.